# 朴振
朴振（：／ Park Jin，1956年9月16日—），大韓民國保守派政治人物，第16至18、第21屆韩国国会議員，曾任韓國外交部長。

## 學經歷
漢城國立大學法学學士，赴美就讀哈佛大學甘迺迪學院獲公共管理碩士、纽约大学法学硕士；後留學英國牛津大學，取得政治學哲学博士。曾任倫敦大學國王學院研究員。
朴振擔任外交部長期間曾經遭到國會罷免，但罷免案最終被總統尹錫悅否決。